# Thomasomys vestitus
Thomasomys vestitus és una espècie de mamífer rosegador de la família dels cricètids. És endèmic de la serralada de Mérida (oest de Veneçuela), on viu a altituds d'entre 1.600 i 2.400 msnm. Es tracta d'un animal omnívor. Els seus hàbitats naturals són les zones humides i les selves nebuloses. Algunes poblacions estan amenaçades per la desforestació.